# Christoph Zülch
Christoph Zülch (* 5. März 1935 in Hamburg; † 26. Dezember 2024) war ein deutscher Jurist und von 1978 bis 2000 Richter am Bundesgerichtshof.

## Leben
Christoph Zülch wurde 1964 an der Universität Hamburg promoviert und beendete 1966 die juristische Ausbildung. Danach war er zunächst für ein Jahr als Anwaltsassessor und Rechtsanwalt in Bremen tätig. 1967 begann er seine richterliche Karriere durch den Eintritt in den Justizdienst des Landes Bremen. 1969 wurde er zum Landgerichtsrat am Landgericht Bremen ernannt. Er wurde im Juli 1970 als wissenschaftlicher Mitarbeiter zum Bundesgerichtshof abgeordnet und, während er dort noch tätig war, im April 1973 zum Richter am Schleswig-Holsteinischen Oberlandesgericht ernannt. Die Abordnung zum Bundesgerichtshof endete im Juni 1973. Im September 1978 wurde er dann Richter am Bundesgerichtshof.
Zülch gehörte zunächst dem I. Zivilsenat, der sich mit Wettbewerbsrecht befasst, und dem mit dem zivilen Baurecht befassten VII. Zivilsenat an.
Ab 1979 bis 1983 gehörte er nur noch dem I. Senat an und war Präsidialrichter in der Verwaltung des Gerichtshofs. Er wechselte 1983 in den VIII. Zivilsenat des Bundesgerichtshofes, der zuständig ist für Streitigkeiten aus den Rechtsbereichen des Kaufrechts, des Tausch, des Wohnraummietrechts, des Leasingrechts und des Rechtes der Handelsvertreter. Dem VIII. Senat gehörte er dann bis zum Eintritt in den Ruhestand 2000 an. 1992 wurde er der stellvertretende Vorsitzende des VIII. Zivilsenates und gehörte seit dem Oktober 1997 dem Großen Senat für Zivilsachen an. Am 31. März 2000 trat er in den Ruhestand.